# 木村証券

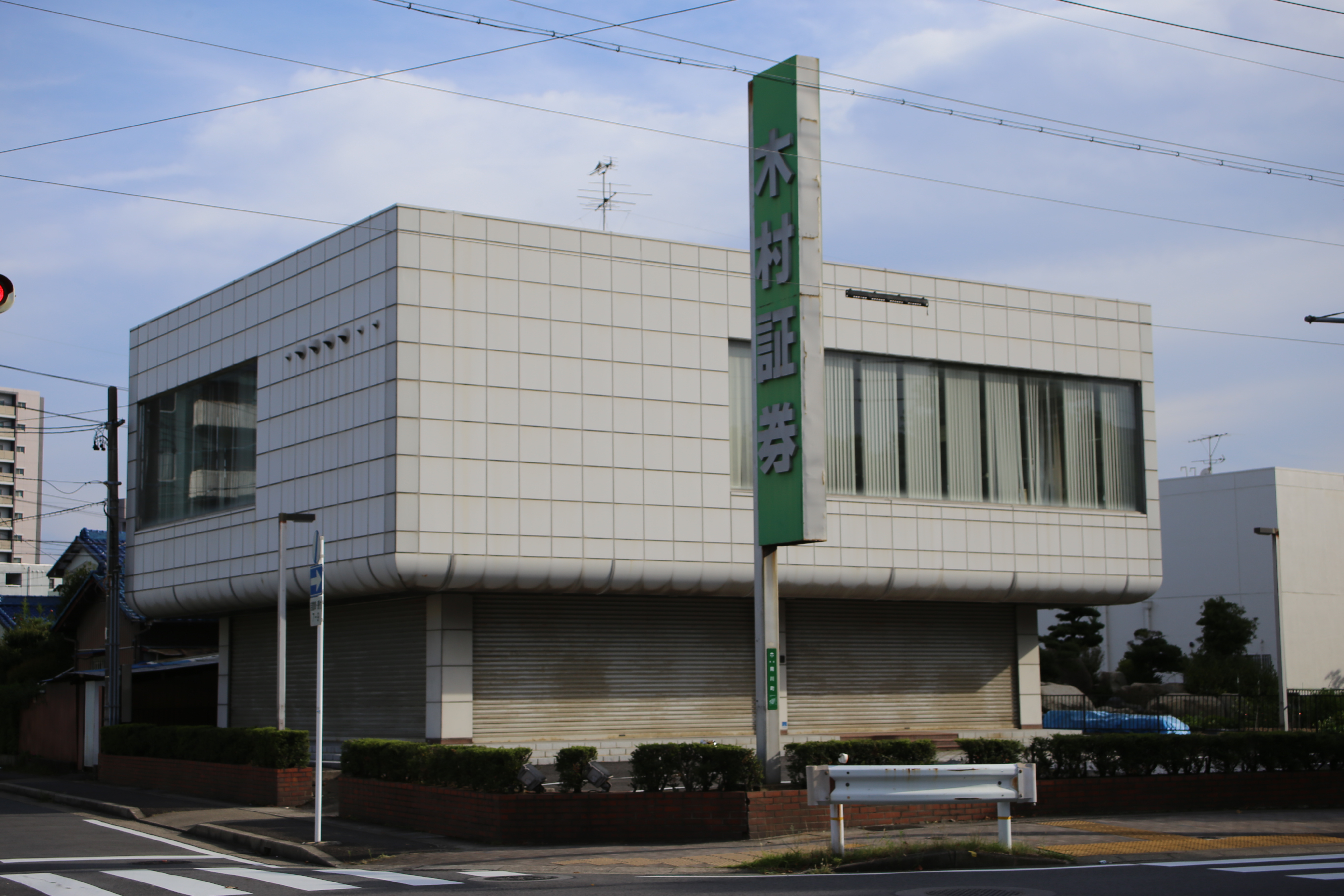
小田井支店（2017年（平成29年）9月）

木村証券株式会社（きむらしょうけん、英: Kimura Securities Co., Ltd.）は、愛知県名古屋市中区に本社を置く日本の証券会社。創業120年を越える老舗。

## 沿革
- 1893年（明治26年）12月 - 木村又三郎商店を創業。株式会社名古屋株式取引所創立正会員[1]。
- 1944年（昭和19年）3月 - 木村証券株式会社を設立。
- 1949年（昭和24年）4月 - 名古屋証券取引所開設と同時に正会員となる。
- 1967年（昭和42年）11月  - みかど証券を吸収合併。
- 1990年（平成2年）11月 - 東京証券取引所正会員となる。
- 1993年（平成5年）12月 - 創業100周年を迎える。
- 2003年（平成15年）8月 - グリーンシート銘柄の取扱開始。
- 2004年（平成16年） 11月 - ドイツ証券と情報提供を含む協力関係の構築。
- 2010年（平成22年）3月 - 外国債券の取り扱いを開始。
- 2010年（平成22年）4月 - 中国株式の取り扱いを開始[2]。
- 2014年（平成26年） 10月 - 米国株式の取り扱いを開始。

## 事業所
- 本社（愛知県名古屋市中区）
- 日比野支店（愛知県名古屋市熱田区）
- 守山支店（愛知県名古屋市守山区）
- 小田井支店（愛知県名古屋市西区）
- 大府支店（愛知県大府市）
- 大垣支店（岐阜県大垣市）

## 関連会社
- 株式会社カネコストック
- 株式会社キムラ経済研究所